# Harry Hendriks
Harry Hendriks (Boxtel, 5 juli 1967) is een Nederlandse muzikant, zanger en componist. Hij maakte 15 jaar deel uit van de band van Gerard van Maasakkers, trad veel op met Tip Jar en heeft een aantal tribute-projecten gedaan.

In Etten-Leur is hij consulent bij de muziekschool St.Frans.

## Carrière
Harry Hendriks studeerde gitaar en schoolmuziek aan het Tilburgs conservatorium.
Hij schreef muziek voor andere artiesten, deed veel begeleidingswerk en had een aantal tribute-projecten.

In 2019 bracht hij een solo-album uit met eigen composities.

### Met Gerard van Maasakkers
Van 1996 tot 2011 maakt Hendriks onderdeel uit van "De Vaste Mannen", de vaste kern van de van bezetting soms wisselende begeleidingsband van Gerard van Maasakkers.
Ook daarna bleef Hendriks met van Maasakkers samenwerken.
Op het album "Lijflied" uit 2012 schreef Hendriks de muziek voor de liedjes "Ach Melanie" en "Hoe schoon is mijn heide".
In 2012 zingt hij en speelt cavaquinho op de single "Ik kom wa later".

### Solo
Harry Hendriks tourde langs de Nederlandse clubs en theaters met een eerbetoon aan de artiesten, die hem geïnspireerd hadden, zoals Paul Simon, wiens album "One Trick Pony" geëerd werd.

"One Fine Thing" was een eerbetoon aan Harry Connick jr. en "Stop this Train" aan John Mayer.

In mei 2019 - na een verblijf van drie maanden in Ierland - neemt Hendriks zijn eerste solo-album About time op. Engelstalige liedjes met begeleiding van Arthur Lijten (drums), Mike Roelofs (toetsen) en Guus Bakker (bas).

### Tip Jar
Samen met zijn vrouw Arianne Knegt vormt Bart de Win het duo "Tip Jar".

Harry Hendriks is een vaste begeleider, zowel in de studio als op tournee.

In 2018 werd in Texas "Onward" opgenomen, waarvoor Harry Hendriks zijn gitaarpartijen digitaal naar Texas stuurde.

### Lokale Mannen
De Lokale Mannen is een trio uit Boxtel, bestaande uit Harry Hendriks, Wim Kuipers en Peter van den Hurk.
In 2019 namen ze de CD "Neem Me Mee" op.

### Kurt Efting
In 2019 neemt Kurt Efting na een reis door Amerika zijn album "Het beloofde Land" op, met begeleiding van Harry Hendriks, Bart de Win en Jasper van Hulten.
Een promotietour waarop Harry Hendriks hem zou begeleiden werd als gevolg van de coronacrisis uitgesteld.

### Overige
Hendiks heeft o.a. ook samengewerkt met de RK Veulpoepers BV, bij hun reünie in 2012, met Stevie Ann, JW Roy en diverse anderen.